# テキサス・マッケンジー

テキサス・マッケンジー（Tex McKenzie、本名：Frank Hugh McKenzie、1930年7月21日 - 2001年5月31日）は、アメリカ合衆国のプロレスラー。ワシントン州エドモンズ出身。
テキサス出身のカウボーイというギミックのもと、長身のベビーフェイスとしてアメリカやカナダおよびオーストラリアなど各地で活躍した。

## 来歴
デビュー後の1950年代前半は、本名のヒュー・マッケンジー（Hugh McKenzie）名義で活動。2メートルを超える長身であることからジャイアント・ゴライアス（Giant Goliath）とも名乗り、テキサス東部のダラス地区などに出場してキャリアを積んだ。
1954年より、テックス・マッケンジー（Tex McKenzie）のリングネームでカナダのトロント地区に登場。テキサスからやってきた正義のカウボーイとして人気を博し、同年6月1日に同地区の英雄的存在だったホイッパー・ビリー・ワトソンと組んでNWAカナディアン・オープン・タッグ王座を獲得。グレート東郷&トシ東郷の日系悪役コンビともタイトルを争った。その後もカナダの主要テリトリーを転戦して、1954年11月2日にはエドモントン、1955年11月9日にはバンクーバーにおいて、それぞれタッグ王座を奪取。バンクーバー地区ではスカイ・ハイ・リーとの巨人レスラー同士の抗争も行われた。
1957年からはアメリカ西海岸を主戦場に、ロサンゼルスではエドモントンやカルガリーでも組んでいたイリオ・ディパオロをパートナーにNWAインターナショナルTVタッグ王座を獲得。サンフランシスコでは同年11月5日、 ボボ・ブラジルと組んでベン&マイクのシャープ兄弟からNWA世界タッグ王座を奪取した。1959年にはロサンゼルス地区においてサンダー・ザボーやエンリケ・トーレスをパートナーに、アル・コステロ&ロイ・ヘファーナンの初代ファビュラス・カンガルーズとも抗争した。
1960年10月、テキサス・マッケンジー（Texas McKenzie）の名で日本プロレスに初来日。10月19日に東京の台東区体育館にてリッキー・ワルドー、11月14日に大阪府立体育館にてカーティス・イヤウケアと組み、力道山&豊登が保持していたアジアタッグ王座に2回挑戦した。シングルマッチでは吉村道明や芳の里と対戦し、芳の里からは勝利を収めたが、アメリカやカナダでの実績に反して来日時の戦績は芳しくなかった。
その後、アメリカでは1961年よりAWAに参戦して、ラリー・ヘニング、ミスターM、オットー・フォン・クラップなどと対戦。カール・クラウザーと組んでハードボイルド・ハガティ&ボブ・ガイゲルのAWA世界タッグ王座にも挑戦した。ロサンゼルスのWWAではフレッド・ブラッシー、ザ・デストロイヤー、ドン・レオ・ジョナサンらと対戦し、エドワード・カーペンティアともタッグを組むなど第一線で活躍した。
1964年からはオーストラリア（ジム・バーネット主宰のワールド・チャンピオンシップ・レスリング）に進出。キラー・コワルスキーと抗争を繰り広げ、1967年7月6日にメルボルンにおいてコワルスキーを破り、フラッグシップ・タイトルのIWA世界ヘビー級王座を獲得。スカル・マーフィーやトール・タナカとも同王座を争い、通算2回戴冠した。1969年4月25日にはシドニーにてビリー・ホワイト・ウルフをパートナーに、ワルドー・フォン・エリック&ザ・スポイラーからIWA世界タッグ王座も奪取している。その間、アメリカにおいても1966年から1968年にかけて、ジン・キニスキーの保持していたNWA世界ヘビー級王座に再三挑戦した。
豪州を離れると、1969年11月13日にテキサス西部のアマリロ地区において、前王者ドリー・ファンク・シニアの負傷による不戦勝でNWAウエスタン・ステーツ・ヘビー級王座を獲得。1970年10月10日にはAWAのミッドウエスト地区において、ターザン・タイラーからAWA中西部ヘビー級王座を奪取。1970年代前半はトロントやデトロイト、さらには新興団体のNWFなど五大湖エリアで活動し、デトロイトではザ・シーク、NWFではアーニー・ラッドと抗争を展開した。
1974年3月、AWAのブッキングで国際プロレスの『チャレンジ・シリーズ』に参戦、約14年ぶりの再来日を果たす。同シリーズでは前半戦に全日本プロレスのジャイアント馬場が友情参戦しており、開幕戦の宮城県スポーツセンター大会ではトニー・マリノと組んで馬場&グレート草津と対戦した。キャリアや実績から当初は外国陣営のエース格と目され、序盤戦ではラッシャー木村ともシングルマッチで対戦したが、シリーズ中はザ・ブルート、ジム・ブランゼル、セーラー・ホワイトら新しい世代のレスラーの後塵を拝し、メインイベントに出場することもなく、ミッドカード中心のマッチメイクがなされた。
日本遠征後は古巣のダラス地区に参戦して、1974年7月22日にケン・パテラ、9月23日にジョニー・バレンタインと組み、ブラックジャック・マリガン&ブラックジャック・ランザのザ・ブラックジャックスからNWAアメリカン・タッグ王座を奪取した（パテラとの戴冠は無効ともされる）。1975年にはミル・マスカラスをエースに擁して旗揚げされた新団体IWAに出場。カラー・コメンテーターを務める一方、オックス・ベーカー、イワン・コロフ、エリック・ザ・レッド、ブルドッグ・ブラワー、ジート&ボロのザ・モンゴルズなどと対戦し、ボブ・エリスともカウボーイ・コンビを組んだ。以降、キャリア晩年はデトロイト地区に出場してリッパー・コリンズやドン・ケントと対戦した。
2001年5月31日、カナダのブリティッシュコロンビア州ビクトリアにおいて、腹部大動脈瘤により死去。70歳没。

## 得意技
- ブルドッギング・ヘッドロック[3]
- ニー・リフト[3]

## 獲得タイトル
メープル・リーフ・レスリング
- NWAカナディアン・オープン・タッグ王座：1回（w / ホイッパー・ビリー・ワトソン）[5]

スタンピード・レスリング
- NWAカナディアン・タッグ王座（カルガリー版）：2回（w / イリオ・ディパオロ）[7]

NWAオールスター・レスリング
- NWA北西部タッグ王座：1回（w / ケン・ケネス）[8]

NWAロサンゼルス
- NWAインターナショナルTVタッグ王座：1回（w / イリオ・ディパオロ）[10]

NWAサンフランシスコ
- NWA世界タッグ王座（サンフランシスコ版）：1回（w / ボボ・ブラジル）[11]

ワールド・チャンピオンシップ・レスリング
- IWA世界ヘビー級王座（オーストラリア版）：2回[17]
- IWA世界タッグ王座（オーストラリア版）：1回（w / ビリー・ホワイト・ウルフ）[18]

NWAウエスタン・ステーツ・スポーツ
- NWAウエスタン・ステーツ・ヘビー級王座：1回[20]

アメリカン・レスリング・アソシエーション
- AWA中西部ヘビー級王座：1回[21]

NWAビッグタイム・レスリング
- NWAテキサス・タッグ王座：1回（w / レッド・バスチェン）[29]
- NWAアメリカン・タッグ王座：2回（w / ケン・パテラ、ジョニー・バレンタイン）[25][26]